# Torre de Foix
La Torre de Foix és un edifici del municipi de Guardiola de Berguedà (Berguedà) declarat bé cultural d'interès nacional.

## Descripció
Es tracta d'una construcció gòtica que consta de dues parts ben diferenciades: una torre de defensa de planta rectangular amb planta baixa i tres pisos superiors coberts a una sola vessant i un mas, també de planta rectangular, units entre si en origen per un pont o passarel·la de fusta. Els dos edificis quedaren units al segle xvii en quedar integrats dins de l'estructura d'una masia clàssica coberta a dues aigües amb el carener perpendicular a la façana de migdia. La torre, de la que se n'escapçà el pis superior, encara conserva part de les obertures originals (espitlleres a la planta baixa, finestres d'arc de mig punt i porta d'arc adovellat al primer pis) així com la masia (finestres d'arc de mig punt al mur de migdia i ponent i espitlleres a la planta baixa).

## Història
En origen fou una fortalesa; el primer cop que apareix documentada és el 1408. La masia i l'església eren propietat del monestir de St. Llorenç prop de Bagà; l'any 1457 l'abat va vendre el mas i la batllia de la torre Foix a Joan de Foix, donzell de Bagà, membre d'una família que des d'inicis del s. XV eren procuradors dels barons de Pinós. Al s. XVII les edificacions gòtiques foren transformades en masia d'esquema clàssic, essent els propietaris la família Foix Descatllar; a finals d'aquest s. XVII passà als Solanell de Foix de Ripoll que hi establiren masovers. El 1829 retornà a la branca dels Foix de Bagà que el 1920 la vengueren a Carbons de Berga S. A.. Aquesta empresa minera hi explotava el carbó a cel obert fins poc abans dels noranta del s. XX.